# Tioacetali
I tioacetali sono composti organici ottenuti dalla reazione tra un'aldeide e un tiolo. Si distinguono in monotioacetali (aventi formula generale R2C(OR')(SR')) e ditioacetali (aventi formula generale R2C(SR')2).

## Meccanismo di formazione
La funzione aldeidica reagisce con un tiolo secondo la seguente reazione, che avviene in ambiente acido:
- Un protone si lega all'ossigeno del carbonile, determinando una carica positiva:

```
   H             H
   |             |
 R-C=O + H
+
 

  

    

      

        
⇄

      

    

    
{\displaystyle \rightleftarrows }

  

 R-C=O
+
-H
```

- Dal momento che l'ossigeno è più elettronegativo del carbonio attira a sé gli elettroni del doppio legame, determinandone la rottura e formando tramite risonanza un carbocatione:

```
   H
   |
 R-C
+
-OH
```

- A questo punto il carbocatione subisce un attacco nucleofilo da parte dello zolfo del tiolo, che assume una carica positiva:

```
   H                  H H
   |                  | |
 R-C
+
-OH + R'-SH 

  

    

      

        
→

      

    

    
{\displaystyle \rightarrow }

  

 R-C-S
+
R'
                      |
                      OH
```

- Lo zolfo attira a sé gli elettroni del legame con l'idrogeno, determinandone la rottura e la conseguente liberazione di un protone:

```
   H H         H
   | |         |
 R-C-S
+
R' 

  

    

      

        
⇄

      

    

    
{\displaystyle \rightleftarrows }

  

 R-C-SR' + H
+

   |           |
   OH          OH
```

- L'ultima molecola ottenuta è un emitioacetale (o semitioacetale), che subisce un nuovo attacco elettrofilo da parte di un protone:

```
   H               H
   |               |
 R-C-SR' + H
+
 

  

    

      

        
⇄

      

    

    
{\displaystyle \rightleftarrows }

  

 R-C-SR'
   |               |
   OH              O
+
H
                   H
```

- Lo zolfo attira a sé gli elettroni del legame con il carbonio determinandone la rottura e la liberazione di una molecola di acqua, con la formazione di un carbocatione:

```
   H           H
   |           |
 R-C-SR' 

  

    

      

        
⇄

      

    

    
{\displaystyle \rightleftarrows }

  

 R-C
+
-SR' + H
2
O
   |
   O
+
H
   H
```

- A questo punto la reazione prosegue con l'attacco nucleofilo del tiolo che porta alla formazione del tioacetale:

```
   H                   H  
   |                   |
 R-C
+
-SR' + R"-SH 

  

    

      

        
⇄

      

    

    
{\displaystyle \rightleftarrows }

  

 R-C-SR'
                       |
                       S
+
R"
                       H
   H           H 
   |           | 
 R-C-SR' 

  

    

      

        
⇄

      

    

    
{\displaystyle \rightleftarrows }

  

 R-C-SR' + H
+

   |           |
   S
+
R"        SR"
   H
```

Nella reazione si può utilizzare una mole di ditiolo al posto di due moli di tiolo. Si otterrà in questo caso un tioacetale ciclico.